# Serjania pteleifolia
Serjania pteleifolia är en kinesträdsväxtart som beskrevs av Friedrich Ludwig Diels. Serjania pteleifolia ingår i släktet Serjania och familjen kinesträdsväxter. Inga underarter finns listade i Catalogue of Life.